# 赤間倭子
赤間 倭子（あかま しづこ、1926年1月25日-2007年）は、日本の歴史小説作家、ノンフィクション作家、俳人。日本文芸家協会、日本ペンクラブ、大衆文学研究会、会津会会員。「斎藤一の会」主宰。東京生まれ。

## 略歴
東京生まれ。実践女子専門学校英文科中退。昭和40年代後半より作家活動に入る。新撰組の研究者としても知られ、小説作品、ノンフィクション共に新撰組関連著作が多い。また、俳句では曲水新人賞、水巴賞、麻賞などを受賞している。

## 作品リスト
- 『新選組副長助勤 斎藤一』（1973年、新人物往来社、1998年、2002年、学研M文庫） ISBN 4-404-02599-8（新人物往来社新装版）
- 『土方歳三秘話』新人物往来社 1978
- 『新選組女ひとり旅』（1990年、鷹書房） ISBN 4-8034-0370-8
- 『新選組残照 史跡探訪』（1994年7月、東洋書院） ISBN 4-88594-221-7
- 『新選組・斎藤一の謎』（1998年7月、新人物往来社） ISBN 4-404-02626-9

### 共著
- 物語 妻たちの忠臣蔵（新人物往来社：編、1991年12月、新人物往来社、1998年12月、新装版、新人物往来社） ISBN 4-404-02599-8（新装版） ISBN 4-404-02688-9（新装版）
  - 「大石内蔵助の妻・理玖」
- 勝海舟をめぐる群像 幕末・維新百人一話1（早乙女貢ほかとの共著、1993年3月、青人社） ISBN 4-88296-107-5
- 成願寺誌（1988年、成願寺）
  - 物語・成願寺と新選組（2004年より「中野長者の寺 多宝山成願寺 公式HP」にて公開中（2009年12月現在））
- 江戸城大奥100話
- 炎
- 高山右近